# Blood Alliance
Blood Alliance è il quinto album della power metal band britannica Power Quest, pubblicato nel 2011, e l'ultima pubblicazione prima dello scioglimento avvenuto nel gennaio 2013.

## Il disco
La band subì una drastica trasformazione prima dell'inizio delle registrazioni: della formazione che registrò il precedente Master of Illusion rimase solo il tastierista Steve Williams; la nuova formazione era composta da Williams, il bassista Paul Finnie, il batterista Rich Smith, il cantante Chitral Somapala e i chitarristi Andy Midgley e Gavin Owen. Per Midgley e Somapala sarà anche l'unica pubblicazione con la band.
Oltre alla formazione, anche il sound della band cambia, passando da un power metal con forti influenze sinfoniche ad un ibrido progressive-power metal. Inoltre l'organo, strumento quasi sempre presente nei brani, già sensibilmente ridotto nel precedente album, è stato qui definitivamente abbandonato dal tastierista Steve Williams, che non lo suona in nessuno dei brani.
Così come accadde per Magic Never Dies, anche in Blood Alliance non vi sono collaborazioni.

## Tracce
Testi e musiche di Steve Williams, tranne dove indicato.
1. Battle Stations (strumentale) – 1:46 (musica: Andy Midgley, Gavin Owen)
2. Rising Anew – 4:35
3. Glorious – 4:58
4. Sacrifice – 6:13
5. Survive – 6:02
6. Better Days – 5:24
7. Crunching the Numbers – 7:26 (musica: Midgley, Williams)
8. Only in My Dreams – 6:09
9. Blood Alliance – 9:04 (musica: Midgley, Williams)
10. City of Lies – 6:39 (testo: Paul Finnie, Williams – musica: Midgley, Williams)

Traccia bonus nell'edizione giapponese e coreana
1. Time to Burn – 5:42

## Formazione
- Chitral "Chity" Somapala – voce
- Steve Williams – pianoforte, tastiere, cori
- Andy Midgley – chitarra, cori
- Gavin Owen – chitarra
- Paul Finnie – basso
- Rich Smith – batteria

Musicisti di supporto
- Nick Workman – cori